# Rest and Be Thankful (Bergrennen)

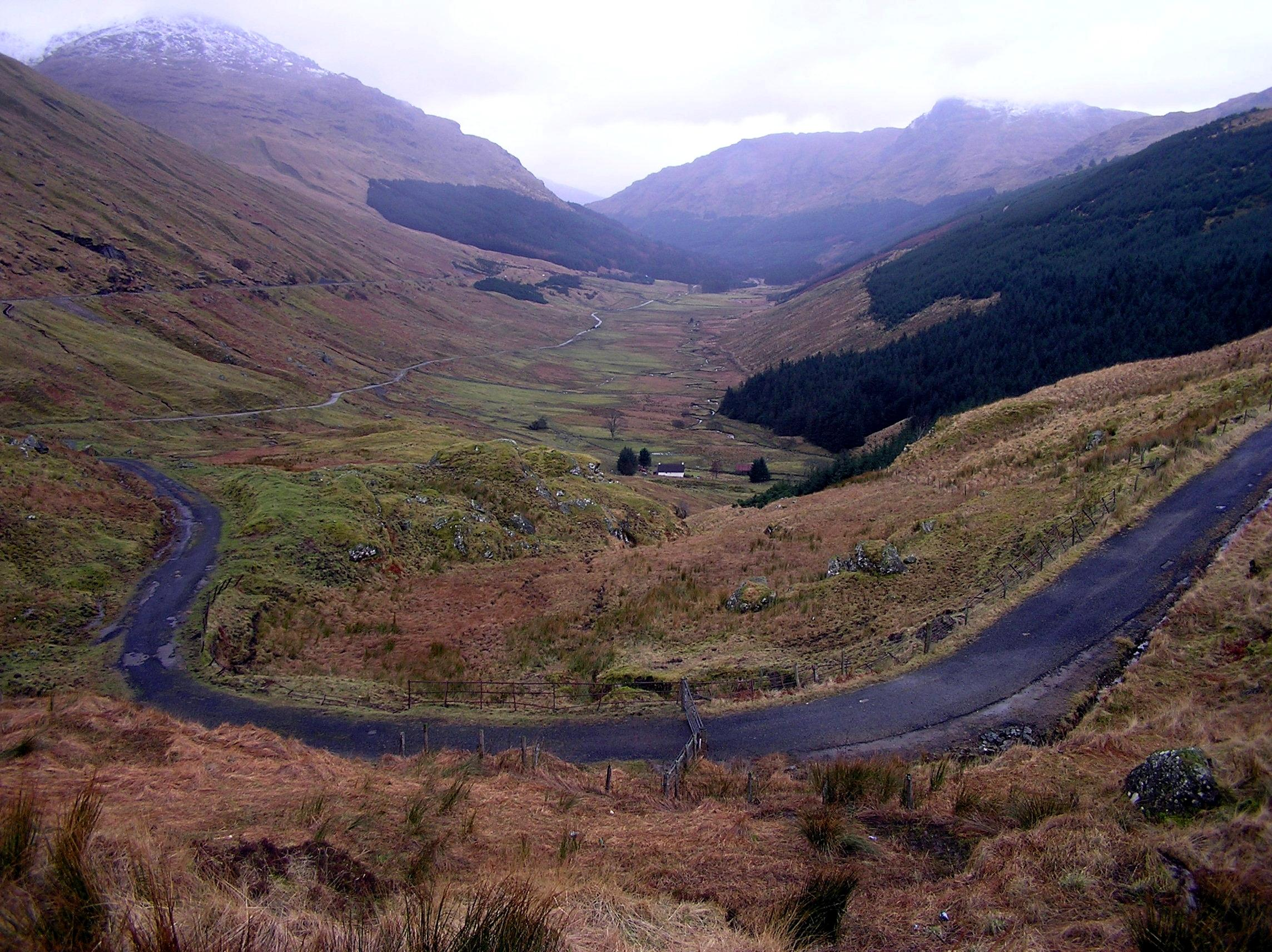
Blick von der Passhöhe ins Glen Croe und auf die Strecke

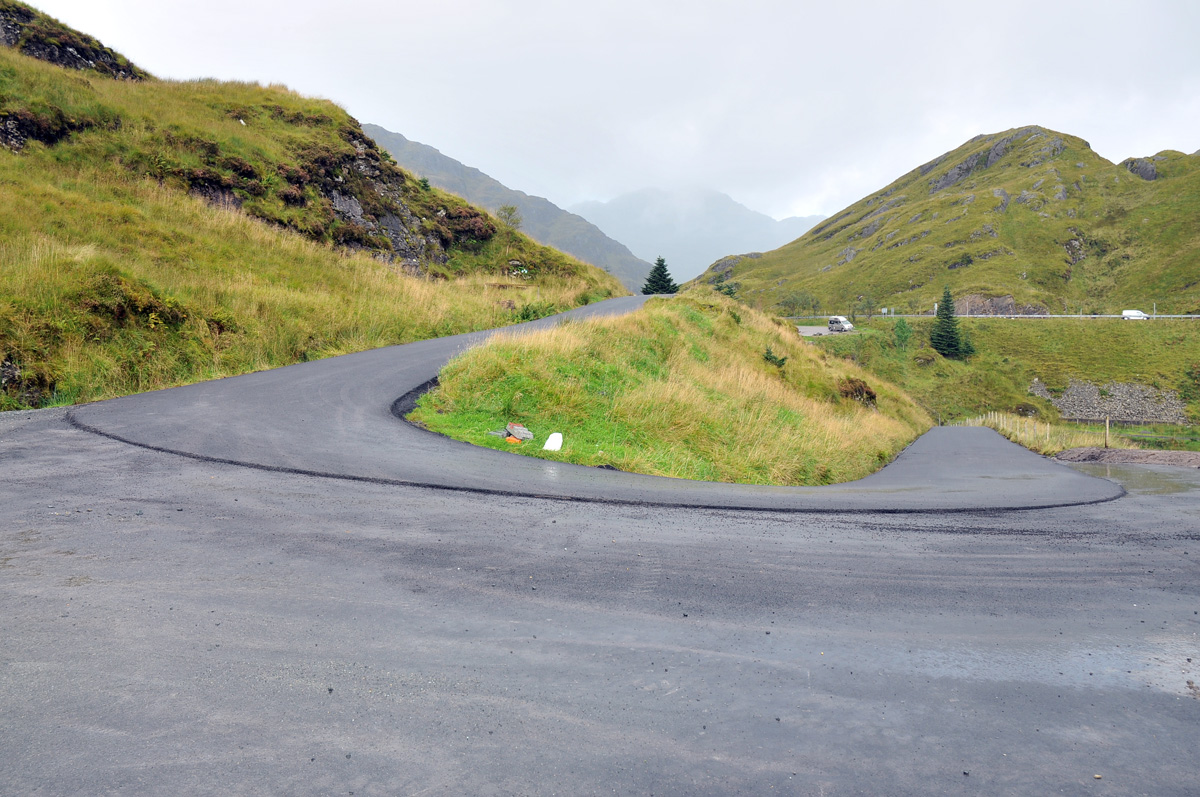
Die Haarnadelkurve nach dem Ausbau

Rest and Be Thankful bezeichnet eine Reihe von Motorsportveranstaltungen, insbesondere Bergrennen, am gleichnamigen Pass im Westen Schottlands.
Über den Pass wurde erstmals 1748 eine Straße gebaut. Dies geschah aus militärischen Gründen, um nach den Jakobitenaufständen von 1715 und 1745 Truppen schneller verlegen zu können. Im obersten Teil der von Osten durch das Glen Croe heranführenden Strecke wurden schon zu Beginn des 20. Jahrhunderts Bergrennen ausgetragen. Der erste bekannte Wettbewerb fand im Jahre 1906 statt, Sieger wurde Broome White mit einem 60 PS starken Mercedes. Eine besondere Schwierigkeit bildete die Haarnadelkurve unmittelbar unterhalb der Passhöhe, die als devils elbow, als Ellbogen des Teufels bezeichnet wurde.
Da die alte Militärstraße den verkehrlichen Anforderungen nicht mehr gewachsen war, wurde sie Ende der 1930er-Jahre durch einen Neubau mit geänderter Streckenführung ersetzt. Die alte Trasse blieb weiterhin erhalten und diente bei Bedarf als temporäre Rennstrecke für Motorsportveranstaltungen, unter anderem als Teil der schottischen sowie ab 1949 der britischen Bergmeisterschaft. Die Längenangaben der zu durchfahrenden Strecke weichen voneinander ab, liegen aber im Bereich zwischen 1000 und 1400 Metern. Der spätere dreimalige Formel-1-Weltmeister Jackie Stewart, der 1961 mit einem Marcos bei einem Rennen mitfuhr, konnte als Jugendlicher seinen älteren Bruder Jimmy bei dessen Teilnahmen beobachten. Er war von der Umgebung und der dort herrschenden Stimmung tief beeindruckt und bezeichnete Rest an Be Thankful in seiner Autobiographie rückblickend als „Wiege seines Motorsportlebens“. Der Anstieg zum Pass über die alte Trasse war außerdem immer wieder Teil verschiedener Autorallyes.
Da sich der Zustand der Straße im Laufe der Jahre zunehmend verschlechtert hatte, wurde der regelmäßige Rennbetrieb 1969 eingestellt und die Strecke aus dem Rennkalender genommen. In den Folgejahren fanden noch vereinzelte Motorsportveranstaltungen, insbesondere mit historischen Fahrzeugen, statt. Außerdem gründete sich eine Initiative mit Namen Friends of the Rest, deren Ziel unter anderem war, Spendengelder zur Behebung der Schäden an der Straße zu sammeln, erreichte jedoch ihr Ziel nicht.
Nachdem es Mitte der 2000er-Jahre verstärkt zu Hangrutschen auf der regulären Straße gekommen war, wurde die alte Trasse instand gesetzt, um im Falle einer Sperrung den Verkehr hierüber umleiten zu können. Die Strecke wurde 2013 wieder freigegeben, weitere Verbesserungen sind, Stand Mitte 2015, in Arbeit. Als Konsequenz dieser Maßnahme löste sich Friends of the Rest 2013 auf.
Seit der Renovierung führt eine Vereinigung von Cobra-Freunden wieder ein jährliches Bergrennen durch. Zugelassen sind, neben bestimmten Cobra-Ausführungen, auch eine eng begrenzte Auswahl anderer historischer Sportwagentypen wie Sunbeam Tiger, Shelby Daytona, Ford Mustang, GT40 und Ford GT. Der Aufbau eines Besucherzentrums unmittelbar unterhalb des ehemaligen Zielbereiches mit Informationen zur Geschichte der Rennstrecke ist, Stand 2015, in Planung.